# Naufragio de un barco de refugiados en la Isla de Navidad en 2010

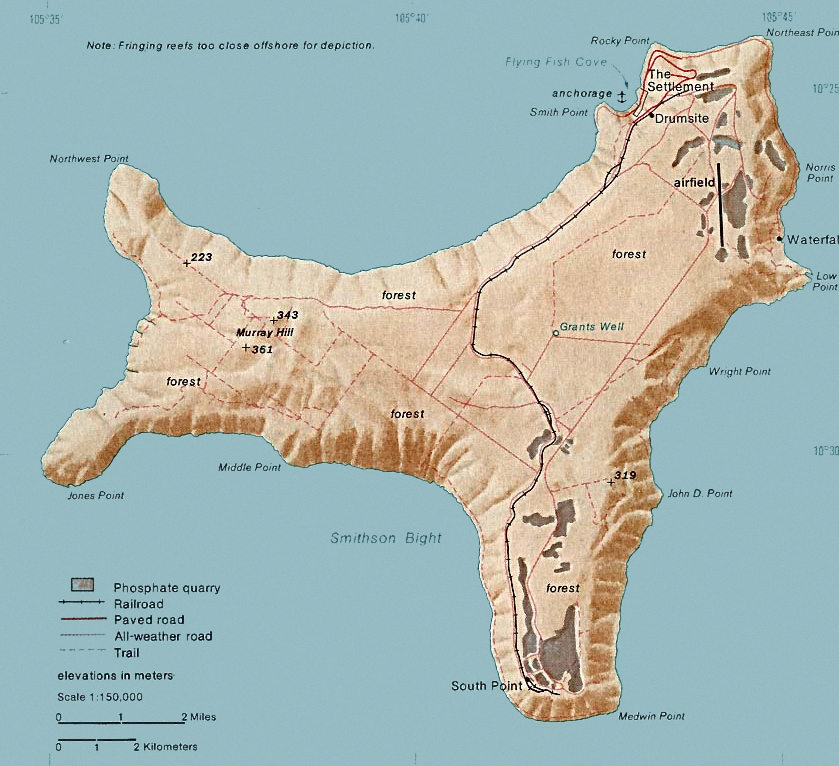
Mapa de la Isla de Navidad

El 15 de diciembre de 2010 se produjo el hundimiento de una embarcación que transportaba refugiados frente a las costas de la Isla de Navidad —un territorio de Australia situado en el océano Índico—, matando al menos a 27 de las personas a bordo. Inicialmente se pensó que el barco de madera transportaba unas 70 personas, pero esta cifra podría llegar a 100.  
Entre los pasajeros se incluían niños, mujeres y hombres de origen iraquí, iraní y kurdo.

## Suceso
Durante un período de aproximadamente una hora, la embarcación, cuyo motor dejó de funcionar, fue balanceada bruscamente debido a la corriente de reflujo, alejándose del acantilado. Alrededor de las 6:30 de la mañana, hora local, el barco colisionó con unas rocas en Flying Fish Cove y luego chocó contra unos acantilados cercanos, complicando los intentos de rescate. Muchas de las personas que cayeron al agua se agarraron a los restos de la embarcación destrozada. Los residentes locales trataron de ayudar a la víctimas arrojándoles chalecos salvavidas y otros objetos. Algunos de los refugiados fueron golpeados por los restos de la embarcación desintegrada y algunos fueron capaces de usar los salvavidas lanzados desde la orilla. Los esfuerzos de rescate del Australian Customs and Border Protection Service (Servicio Australiano de Aduanas y Protección Fronteriza) se vieron dificultados por las malas condiciones climáticas e incluyeron la asignación de los barcos HMAS Pirie y ACV Triton, que consiguieron rescatar del océano al menos a 41 supervivientes. Como parte de la ayuda proporcionada, dos equipos de cuidados críticos de la Royal Flying Doctor Service of Australia viajaron desde Perth para proporcionar asistencia médica.

## Repercusiones
Las repercusiones políticas se sucedieron tras el desastre, estando especialmente relacionadas con el conocimiento de los movimientos del barco y las medidas tomadas.
El primer ministro de Australia Occidental, Colin Barnett, declaró que "todos los activos disponibles" fueron puestos en estado de alerta, mientras que, por su parte, la primera ministra del país, Julia Gillard, anunció la interrupción de sus vacaciones para gestionar la emergencia.
El acontecimiento condujo a una investigación penal basada en las leyes de la trata de personas.